# Алфёров, Алексей Иванович (боксёр)
Алексей Иванович Алфёров (бел. Аляксей Іванавіч Алфёраў; род. 23 февраля 2000, Кореличи, Гродненская область, Беларусь) — белорусский боксёр, выступающий в полутяжёлой и в первой тяжёлой весовых категориях. Член сборной Беларуси по боксу, мастер спорта Республики Беларусь международного класса, серебряный призёр чемпионата мира (2021), чемпион Белоруссии, бронзовый призёр чемпионата мира среди молодежи (2018), бронзовый призёр чемпионата Европы среди молодежи (2021), многократный победитель и призёр международных и национальных турниров в любителях.

## Биография
Алексей Алфёров родился 23 февраля 2000 года в Кореличи, в Беларуси.

## Спортивная карьера

### 2017—2020 годы
В октябре 2017 года в Анталье (Турция) участвовал в чемпионате Европы среди юниоров (до 18 лет) в категории до 75 кг, где он в 1/8 финала соревнований по очкам (0:5) проиграл россиянину Даниилу Тетереву.
В апреле 2018 года в городе Розето-дельи-Абруцци (Италия) участвовал в чемпионате Европы среди юниоров (до 18 лет) в категории до 81 кг, где он в четвертьфинале по очкам (2:3) проиграл грузину Темури Кимадзе.
Затем в августе 2018 года в Будапеште (Венгрия) он стал бронзовым призёром чемпионата мира среди молодежи (до 18 лет) в весе до 81 кг, где в полуфинале из-за обострившейся травмы спины не вышел на ринг с казахом Сагындыком Тогамбаем.
В марте 2019 года во Владикавказе (Россия) участвовал на чемпионате Европы среди молодёжи (19—22 лет) в категории до 81 кг, где он занял 5-е место, в четвертьфинале из-за травмы не выйдя на ринг с представителем Украины Александром Погребняком, — который в итоге стал молодёжным чемпионом Европы 2019 года.

### 2021—2022 годы
В мае 2021 года в Хабаровске (Россия) стал победителем в весовой категории до 81 кг на международном турнире памяти Героя Советского Союза Константина Короткова.
В июне 2021 года в Розето-дельи-Абруцци (Италия) стал бронзовым призёром на чемпионате Европы среди молодёжи (19—22 лет) в категории до 81 кг, где он в полуфинале по очкам (5:0) проиграл россиянину Руслану Колесникову, — который в итоге стал молодёжным чемпионом Европы 2021 года.
В начале ноября 2021 года в Белграде (Сербия) стал серебряным призёром чемпионата мира, в полутяжёлой весовой категории (до 80 кг). Где он в 1/16 финала соревнований — в конкурентном бою по очкам (счёт: 3:2) победил опытного хорвата Луку Плантича, затем в 1/8 финала соревнований по очкам (счёт: 4:1) победил иранца Мейсам Гешлаги, в четвертьфинале по очкам единогласным решением судей (счёт: 5:0) победил ирландца Кейлана Кессиди, в полуфинале по очкам решением большинства судей (счёт: 4:1) победил россиянина Савелия Садома, но в финале по очкам раздельным решением судей (счёт: 2:3) проиграл опытному американцу Робби Гонсалесу.
В октябре 2022 года занял 3-е место в категории до 80 кг, в обновлённом мировом рейтинге Международной ассоциации бокса (IBA).
А в ноябре 2022 года в Минске (Беларусь) стал победителем в весовой категории до 86 кг на 19-м международном турнире памяти Героя Советского Союза Виктора Ливенцева.

### Профессиональная карьера
Планирует дебютировать на профессиональном ринге 22 июля 2023 года, в Екатеринбурге (Россия), в полутяжёлой весовой категории, против узбека Фарруха Джураева (7-8-1).
В апреле 2024 года Алексей Алфёров вышел в полуфинал на чемпионате Европы по боксу в Белграде (Сербия). Алексей Алфёров стал серебряным призером чемпионата Европы 2024 года в Белграде (Сербия).
Алексей Алферов чемпион мира в среднем весе по версии IBA PRO (2025).

## Статистика профессиональных боёв
В таблице перечислены результаты всех поединков боксёров.
В каждой строке указан результат поединка. Дополнительно номер поединка обозначен цветом, который обозначает итог поединка. Расшифровка обозначений и цветов представлена в нижеследующей таблице.
| Пример | Расшифровка                     |
| ------ | ------------------------------- |
|        | Победа                          |
|        | Ничья                           |
|        | Поражение                       |
|        | Планируемый поединок            |
|        | Поединок признан несостоявшимся |
| КО     | Нокаут                          |
| ТКО    | Технический нокаут              |
| PTS    | Решение судей (по очкам)        |
| UD     | Единогласное решение судей      |
| MD     | Решение большинства судей       |
| SD     | Раздельное решение судей        |
| RTD    | Отказ от продолжения боя        |
| DQ     | Дисквалификация                 |
| NC     | Поединок признан несостоявшимся |

| 0 поединок, 0 победа (0 нокаутом). | 0 поединок, 0 победа (0 нокаутом). | 0 поединок, 0 победа (0 нокаутом). | 0 поединок, 0 победа (0 нокаутом). | 0 поединок, 0 победа (0 нокаутом).                             | 0 поединок, 0 победа (0 нокаутом). | 0 поединок, 0 победа (0 нокаутом). |
| Бой                                | Рекорд                             | Дата боя                           | Соперник                           | Место проведения боя                                           | Раундов, время                     | Дополнительно                      |
| ---------------------------------- | ---------------------------------- | ---------------------------------- | ---------------------------------- | -------------------------------------------------------------- | ---------------------------------- | ---------------------------------- |
| 1                                  |                                    | 22 июля 2023                       | Фаррух Джураев (7-8-1)             | RCC Boxing Academy, Екатеринбург, Свердловская область, Россия | (6)                                | Дебют в профессиональном боксе.    |